# Colobostruma papulata
Colobostruma papulata é uma espécie de formiga do gênero Colobostruma, pertencente à subfamília Myrmicinae.